# Charles Alard
Clement "Charles" Louis César Alard (geboren Gosselies, 5 mei 1837)  was een Belgisch cellist. 
Hij werd geboren in het koopmansgezin van Felix Alard en Marie Beatrice Caroline Gillaine Denison. Zelf trouwde hij de musicienne Marie Louise Joséphine Emilie Guerette.
Hij was vanaf zijn negende jaar leerling bij Adrien François Servais aan het Conservatorium van Brussel, eerst als violist en vanaf zijn twaalfde als cellist. Hij slaagde met een eerste prijs. De volgende stap in zijn loopbaan was cellist in het Jullien Orchestra in Londen en later in het Orchestre Pasdeloup in Parijs. In 1866 was hij te vinden in een orkest in Havana en in 1868 in een orkest in New York. Hij keerde in 1870 terug naar Parijs, maar de Frans-Duitse Oorlog brak uit. Hij vluchtte naar Brussel en van daaruit naar Amsterdam, alwaar hij cellist werd van het Paleisorkest van Johannes Meinardus Coenen, behorend bij het Paleis voor Volksvlijt. Hij heeft er slechts een aantal jaren gespeeld, was betrokken bij uitvoeringen van kamermuziek en vertrok weer, vermoedelijk naar Parijs.
Van zijn hand verscheen in 1878 een Mélodie pour violoncelle avec accompagnement de piano. Andere compositie is zijn Deux morceaux pour le violoncelle avec accompagnement te piano en Sans elle!, opgedragen aan Charles-Louis Lebeau.
- Biblioteca Nacional de España: XX4579328
- Bibliothèque nationale de France: cb14817284d (data)
- International Standard Name Identifier: 0000 0003 6331 5993
- MusicBrainz: d6b38639-4f42-4610-a414-872e110b74ee
- Virtual International Authority File: 227702430
- WorldCat: E39PBJgd8JHJvmkrVBf3M8DyVC